# Corrado Cagli
Corrado Cagli (23 février 1910, Ancône (Marches) - 28 mars 1976, Rome) est un peintre italien actif au XXe siècle.

## Biographie

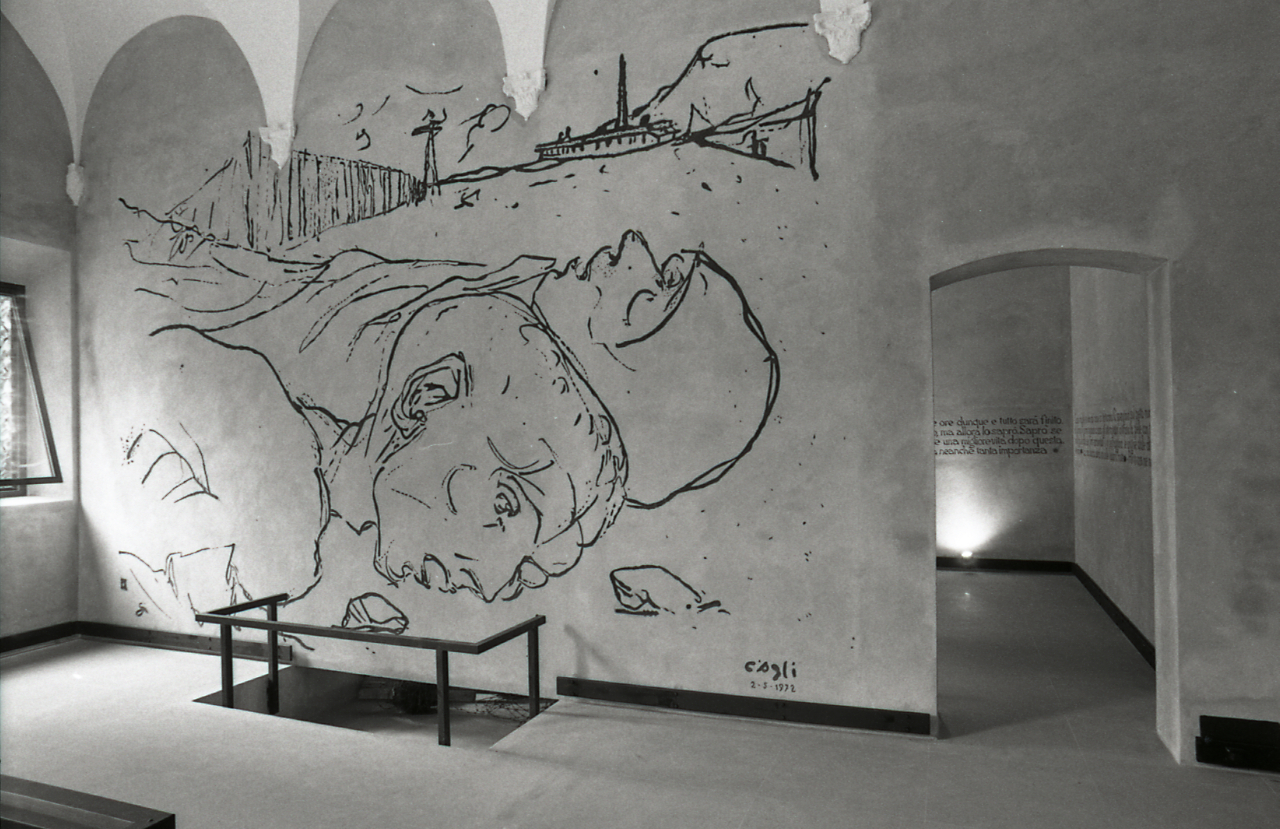
Photo par Paolo Monti.

### Première période romaine
Corrado Cagli nait à Ancône le 23 février 1910 d'Alfredo et Ada Della Pergola. Cinq ans plus tard, sa famille s'installe à Rome où il complète des études classiques et fréquente l'académie des Beaux-Arts.
Dès 1925-1926, Cagli illustre les couvertures et quelques pages intérieures de La Croce Rossa Italiana Giovanile, un magazine pour les écoles primaires et secondaires italiennes. En 1927, il crée une détrempe pour le plafond d'un club de la via Sistina, œuvre qui sera ensuite détruite, tandis qu'au printemps de l'année suivante, il fait ses débuts avec une œuvre artisanale, un coffre « foyer » à l'Exposition XCIV. des Beaux-Arts de la Société des Amateurs et Connaisseurs des Beaux-Arts de Rome. Toujours en 1928, il réalise une peinture murale Tempera magra pour la salle utilisée comme théâtre par la troupe du Campo Marzio-Trevi-Colonna du PNF, via del Vantaggio à Rome. Il ne reste aucune trace de l'œuvre perdue, à part un témoignage de Dario Sabatello qui dans un écrit en évoque les thèmes : « Ce sont des scènes de la vie dans les champs, dans les ateliers, dans les gymnases ; plastique et sincère ».

### Umbertide
En 1929, à Umbertide, il commence à travailler à l'usine de céramique d'art Rometti où, l'année suivante, il est nommé directeur artistique. La même année, toujours à Umbertide, dans la maison Mavarelli-Reggiani, il peint une fresque de 60 m sur le thème de la Bataille des blés, divisée en douze carrés qui recouvrent les quatre murs de la salle.

### Cagli et les nouveaux peintres romains
Au début des années 1930 à Rome, bien qu'encore très jeune, Cagli est classé parmi les  éléments les plus prometteurs de la nouvelle génération d'artistes.
En avril 1932, Cagli inaugure une exposition personnelle avec Adriana Pincherle à la Galleria di Roma, dirigée par Pier Maria Bardi, dans laquelle il expose La Fortuna et divers portraits - dont le Portrait de Sclavi et Igino - des études, des dessins, quelques céramiques et la sculpture Portrait de Serena. Plus tard, il fonde, avec Giuseppe Capogrossi et Emanuele Cavalli, La nouvelle école romaine de peinture ou « jeune École de Rome ». À la fin de l'année, il a déjà décoré certains murs de l'Exposition de la construction romaine et exécuté Preparativi alla guerra, une détrempe à l'œuf sur un mur de 30 m2, dans le vestibule de la Triennale de Milan lorsque, à l'invitation de la Commission archéologique de Salerne, il se rend à Paestum et visite probablement aussi Naples et Pompei. Ce voyage, durant lequel il peint et dessine, sera important pour sa connaissance de la peinture pompéienne.
En 1933, il écrivit l'article Muri ai pittori, fondamental pour l'histoire du peinture murale italienne, dans lequel il formule ses fondements théorico-esthétiques, soutenant des positions similaires à celles que Mario Sironi exprime à la même période.

### Paris
En décembre 1933, Cagli s'installe à Paris où il expose avec Giuseppe Capogrossi, Emanuele Cavalli et Sclavi à la Galerie Jacques Bonjean. Organisée par le comte Emanuele Sarmiento, l'exposition est présentée dans le catalogue par le critique Waldemar-George qui regroupe les quatre jeunes artistes sous le label École de Rome. Cagli expose Portrait du peintre Prieto, Œdipe, La colombe, Nature morte, Composition. L'exposition suscite de nombreuses critiques, tant sur le sol italien que français.

### Retour à Rome

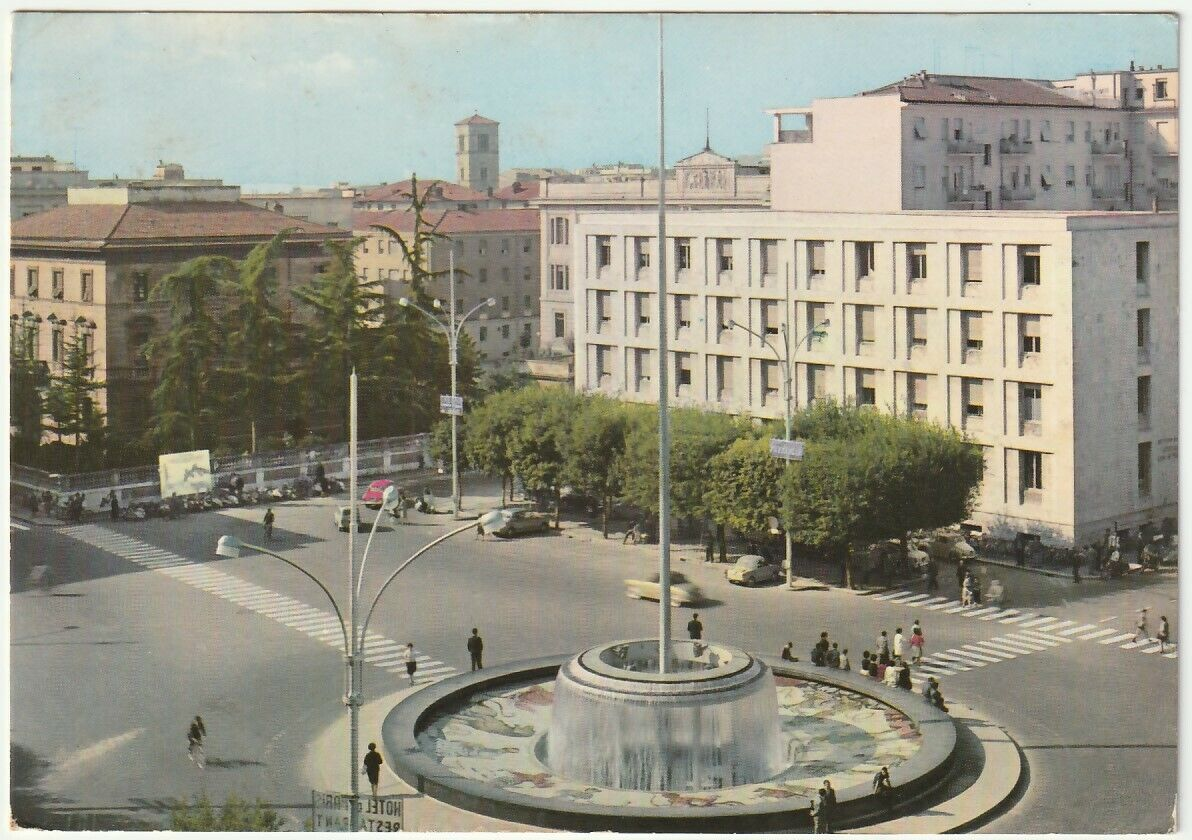
La fontaine du Zodiaque, à Terni en 1975, où les décorations de Cagli sont encore visibles.

La IIe quadriennale d'art national, commandée par Cipriano Efisio Oppo, s'ouvre en février 1935 au palais des expositions de Rome. Cagli expose quatre panneaux muraux amovibles pour la rotonde réalisée par Piero Aschieri. Les panneaux, de près de 4 m de haut, représentent le thème de la récupération des marais pontins ; ils se composent d'un Protasi et de trois Chroniques de l'époque. Cagli présente également un grand nombre d'œuvres : La Romana, Le Néophyte, Le Palatin, Portrait d'Afro, L'Angélique, Les Sabaudesi, La Nuit de San Giovanni, Les Néophytes, Composition, Bataille, Sept Pinceaux et six dessins. Il  reçoit un prix de 10 000 lires.
En 1932-1933, il est chargé de peindre les décorations polychromes, réalisées sur verre vénitien, pour la fontaine du Zodiaque de Terni (endommagée lors de la Seconde Guerre mondiale).
Cagli est chargé de la réalisation de deux peintures murales pour le bâtiment du Castel De'Cesari (aujourd'hui l'Académie nationale de danse) à Rome, rénové par l'architecte rationaliste Gaetano Minnucci comme siège de l'Opera Nazionale Balilla. L'une des deux peintures murales représente La Course des barbiers, une reconstitution de la célèbre course de chevaux à travers le Corso jusqu'à la Piazza del Popolo. Le ministre de l'Éducation Renato Ricci ordonne la destruction des fresques, à la suite de la censure, pour insuffisance thématique. Cachée par un faux mur construit par Cagli lui-même, la peinture murale, située dans la bibliothèque, sera conservée et mise au jour en 1945 à l'initiative de Mirko Basaldella.
1935 est une année importante pour le jeune artiste, puisqu'entre avril et mai, il organise une première exposition personnelle de cinquante dessins à la Galleria La Cometa, inaugurée à cette occasion, de la comtesse Anna Laetitia (Mimi) Pecci Blunt, dirigée par Libero De Libero et Cagli lui-même. Jusqu'en 1938, en grande partie grâce à l'influence de Cagli, la galerie réalisera un important travail de diffusion culturelle du Novecento. Le catalogue contient un texte de Massimo Bontempelli, oncle de Cagli, sur le dessin.
En 1936, la VIe Triennale internationale est inaugurée au Palazzo dell'Arte de Milan. Cagli présente sur le mur du fond de la salle Priorità Italiche, réalisée par le groupe BBPR, un grand tableau de 6 × 6 m, à la détrempe à l'encaustique sur un panneau lambrissé, La Bataille de San Martino et Solferino. Il n'existe pas de cartons ni de dessins d'ensemble de la grande peinture murale, réalisée en panneaux séparés dans l'atelier romain puis montée à Milan, mais seulement une esquisse réalisée pour la présentation.
Le 26 mai 1937, l'exposition universelle de 1937 est inaugurée à Paris. Cagli, aidé d'Afro Basaldella, son collaborateur, réalise une série de grands tableaux (environ 200 m linéaires) à la détrempe à l'encaustique sur un panneau lambrissé pour la décoration du vestibule du pavillon italien. Les peintures représentent des images monumentales de Rome et des portraits des grands Italiens de la Rome antique au Risorgimento.
Cagli participe à la 21e Biennale de Venise qui s'ouvre en juin 1938, avec une fresque sur plâtre, Orphée enchantant les fauves, dont il existe un carton préparatoire.

### Exil et participation à la Seconde Guerre mondiale
Fin 1938, il est contraint à l'exil, à la suite de la proclamation des lois raciales fascistes et à l'intensification des attaques antisémites contre sa personne et son œuvre. Il s'installe d'abord à Paris où il continue d'exposer et, fin 1939, de Cherbourg, il s'embarque pour New York. À New York, où il prend la nationalité américaine, son art ne passe pas inaperçu et il expose quelque temps après son arrivée à la galerie réputée Julien Levy.
En janvier 1941, il organise une exposition personnelle au Civic Center Museum de San Francisco, mais deux mois plus tard, il rejoint l'armée américaine. Cependant, son activité artistique ne cesse pas, il crée un grand nombre de peintures et de dessins et participe à des expositions, notamment une exposition personnelle à la Shaeffer Gallery de Los Angeles et une exposition personnelle de dessins au Wadsworth Atheneum à Hartford (Connecticut).
En 1943, il s'installe en Grande-Bretagne à la suite de l'armée et l'année suivante participe aux campagnes françaises, notamment au débarquement de Normandie et aux combats en Belgique et en Allemagne. Au cours de ces années, il réalise le célèbre cycle de dessins sur le thème de la guerre, parmi lesquels les images représentant le camp de concentration de Buchenwald à la libération duquel il participe parmi les troupes alliées.
À la fin de la guerre, il retourne à New York où il poursuit son activité en expérimentant des techniques et des styles en constante évolution et est l'un des fondateurs du The Ballet Society (aujourd'hui le New York City Ballet ) avec George Balanchine et Lincoln Kirstein. Au sein de la compagnie, Cagli crée les décors et les costumes.

### Retour en Italie

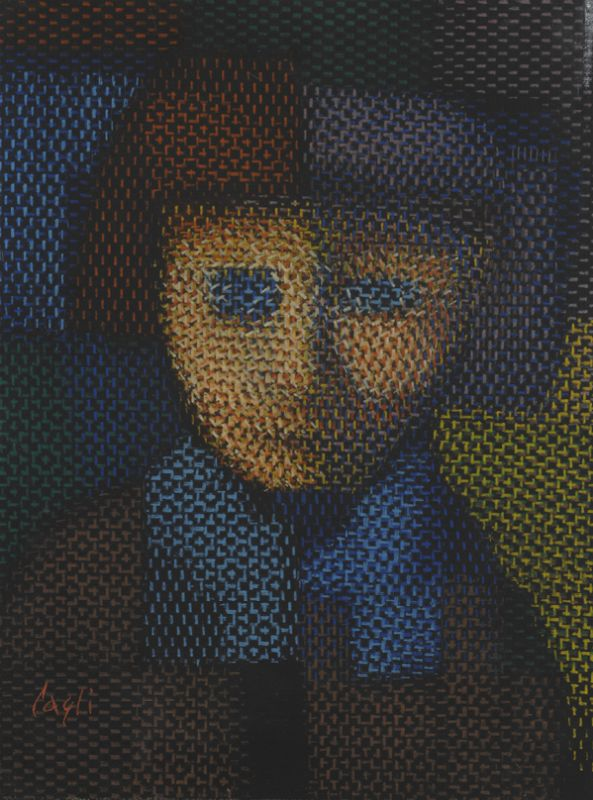
Steve, 1956, huile sur papier toilé, Parme, collection Privée.

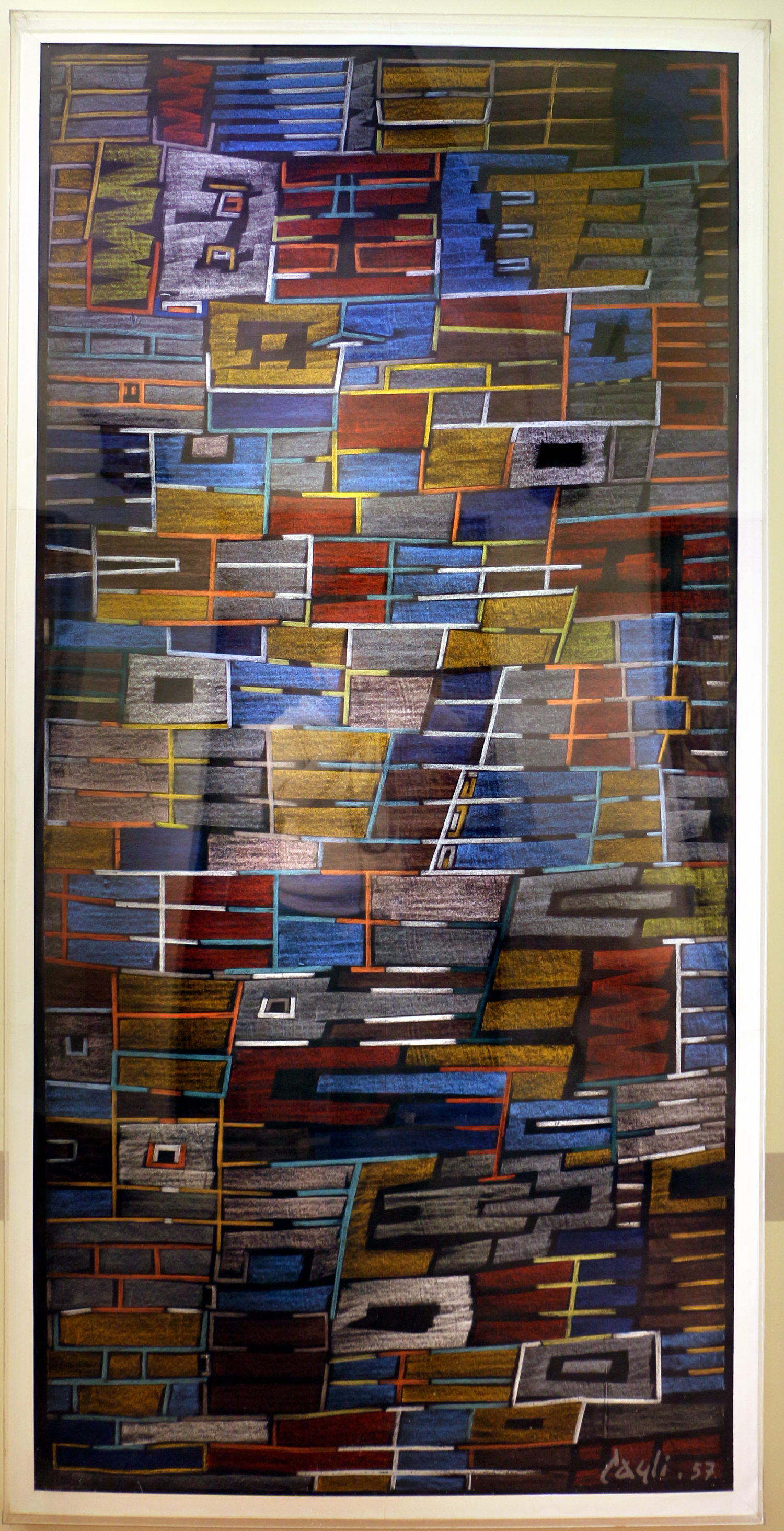
Sans titre, 1957, collection de mosaïques modernes de la Ravenna Art Gallery.

En 1948, Corrado Cagli décide de retourner définitivement en Italie et s'installe dans un studio via del Circo Massimo à Rome.
La stabilité et la tranquillité lui permettent de poursuivre, selon sa méthode de recherches multiples, ses expérimentations de diverses techniques abstraites et non-figuratives (néo-métaphysique, néo-cubiste, art informel) et de participer à des expositions en Italie et à l'étranger. De nombreux artistes gravitent autour de lui dont Mirko Basaldella, Giuseppe Capogrossi, Alberto Burri, Renato Guttuso.
Dans les années 1949-1950, il participe à la constitution de l'importante collection Verzocchi sur le thème du Travail, en envoyant un autoportrait, Il potaio ; la collection est maintenant conservée à la Galerie d'Art Civique de Forlì.
Entre la fin des années 1950 et le début des années 1960, il est chargé, avec d'autres artistes, de décorer le paquebot transatlantique Leonardo da Vinci. Cagli apporte sa contribution en décorant certaines zones du transatlantique avec les projets de Léonard de Vinci (comme le vol d'oiseaux, etc.) et avec six tapisseries réalisées avec la contribution de l'Arazzeria Scassa d'Asti.
En 1963-64, il participe à l'exposition Peintures italiennes d'aujourd'hui, organisée au Moyen-Orient et en Afrique du Nord.
Au début des années 1970, il réalise le sgraffite du monument au Musée des déportés politiques et raciaux de Carpi, près de Modène : l'œuvre représente le corps sans vie d'un déporté nu à côté de la clôture du camp. Le fil de fer barbelé original sous le graphisme de Cagli, rappelle au visiteur la signification symbolique d'oppression et de privation de liberté que le fil de fer barbelé signifie dans le système des camps. Aujourd'hui, les barbelés sont universellement devenus l'emblème de la violence contre l'homme.
Cependant, il ne quitte pas l'activité de scénographe et costumier, participant à de nombreuses représentations théâtrales telles que : Tancredi de Gioachino Rossini, en 1952 ; Macbeth de Ernest Bloch en 1960 ; Estri de Goffredo Petrassi en 1968 ; Perséphone d'Igor Stravinsky à partir de 1970 ; Agnese di Hohenstaufen de Gaspare Spontini à partir de 1974 ; Missa Brevis de Stravinsky en 1975.
Il meurt à Rome, dans sa maison du l'Aventin, le 28 mars 1976.

## Postérité
Les Archives Corrado Cagli, installées à Rome via della Fonte di Fauno n. 12, sont dépositaires de photos, de textes, de documents. Elles organisent chaque année des expositions événementielles pour faire vivre la mémoire de ce grand artiste.

## Récompenses et honneurs
- Bourse Guggenheim pour la peinture, 1946
- Prix Marzotto, 1954
- Diplôme de mérite avec médaille d'or, décerné par la Société nationale Dante Alighieri, 1960
- Prix du président de la République pour la peinture, Accademia di San Luca, 1973, motif : « . . . Son art évolue et s'affine avec une fluidité artistiquement cohérente, dans un jeu continu de fiction et de magie qui devient de temps en temps une image linéaire, plastique, coloriste. Corradi Cagli a en effet le don peu commun de pouvoir exprimer le non-épuisement de ses facultés imaginatives dans la peinture, la sculpture, le graphisme, non moins que dans les arts appliqués, de l'encaustique à la mosaïque, de la céramique à la tapisserie, à la scénographie. L'art de Cagli n'a pas connu l'oubli même dans les périodes troublées de notre histoire récente . . . » "
- Citoyenneté d'honneur, Rovigo, 1976
- Prix Il Marzocco, Académie internationale d'héraldique, 1982
- Citoyenneté d'honneur, Viareggio, 1983
- Prix Angelo, Ville de Cagli, 2003

## Œuvres
- Bataille de San Martino et Solferino (1936), Galerie des Offices, ancienne San Pier Scheraggio de Florence
- Charles Olson : Y & X, poèmes illustrés par Corrado Cagli, Washington D.C., Black Sun Press, 1950
- Mémorial sur la place de la synagogue de Göttingen, sculpture ayant la forme d'une pyramide de tubes en acier avec pour base une étoile de David